# Цибарт, Адольф Августович
Адольф Августович Цибарт (21 августа 1892, Фулки, Поддембицкая волость, Ленчицкий уезд, Калишская губерния — после 23 марта 1946) — советский государственный и хозяйственный деятель, инженер, ректор МВТУ имени Н. Баумана.

## Биография
Родился 21 августа 1892 года в рабочей немецкой семье. Отец был литейщиком на заводах Иона Познанского, затем вагоновожатым на трамвае в Лодзи. Окончил Лодзинское мануфактурно-промышленное училище (1902—1910) как техник-механик, затем четыре курса на механическом факультете Московского высшего технического училища (1910—1918) как инженер-механик. В период учёбы занимался переводами с немецкого и французского языков. Работал инженером-конструктором в 22-м отряде Всероссийского союза городов, в санитарном управлении Западного фронта в местечке Синявка Минской губернии на постройке бань и прачечных (декабрь 1915—1916), инженером-конструктором в отделе санитарной техники Всероссийского земского союза в Минске (март 1916 — февраль 1917, март—декабрь 1917), инструктором Железнодорожного райсовета Москвы (апрель — июль 1918). В феврале 1917 года вступил в РКП(б).
После окончания четырёх курсов училища — инженер Наркомата труда РСФСР (апрель 1918—1919), заведующий отделом труда Гомельского губисполкома, заместитель председателя губсовпрофа (март 1919—1920), заместитель председателя и председатель ВСНХ Белоруссии (август 1920 — январь 1922), особоуполномоченный ВСНХ РСФСР по Западной области (с декабря 1920 года), заместитель Наркома внешней торговли Белорусской ССР (март—август 1922); торгпред Белоруссии в Польше и Германии (август 1922 — январь 1923), председатель правления Егорьевско-Раменского хлопчатобумажного треста Москвы (январь—декабрь 1923).
С 1924 года член президиума Казпромбюро ВСНХ РСФСР, член коллегии и 1-й заместитель председателя ЦСНХ Казахской ССР (с марта 1925), директор Илецкого солевого треста в Оренбурге (декабрь 1923—1925). Директор директората текстильной промышленности ВСНХ (сентябрь 1925—1930).
Декан механического факультета МВТУ (март 1930), в 1930—1937 годах — директор Московского механико-машиностроительного училища (при разделении МВТУ, с сентября 1933 года — имени Н. Баумана) НКТП СССР. По итогам первого конкурса втузов и вузов МММИ им. Н. Баумана был признан лучшим втузом СССР, им было завоёвано переходящее знамя ЦИК СССР, ВЦСПС, ЦК ВЛКСМ и «Комсомольской правды». Звание это было вновь получено в результате первого тура соцсоревнования вузов и втузов страны в сентябре 1933 года. В ноябре 1933 года вышло постановление Президиума ЦИК СССР «О награждении МММИ имени Баумана и отдельных его работников орденом Трудового Красного Знамени». Награждён орденом Трудового Красного Знамени 17 ноября 1933 года.
Арестован 14 декабря 1937 года, 7 июля 1938 года осуждён по статье 587 и 5811, приговорён к 5 годам ИТЛ. После окончания срока заключения освобождён не был (без объяснения причин). Оставаясь на положении заключённого, работал инженером в Конструкторском бюро Дальстроя в Магадане. В последнем письме к семье от 23 марта 1946 года ещё выражал надежду на официальный вызов если не в Москву, то в любое место на материке для работы по специальности (преподавателем, исследователем или инженером в КБ или на заводе). Дальнейшая судьба его неизвестна (лагерное личное дело было уничтожено в 1955 году). В 1957 году реабилитирован. Президент России В. В. Путин указом № 323 от 27.05.2022 посмертно восстановил Адольфу Цибарту орден Трудового Красного Знамени, которого он был лишён Указом Президиума Верховного Совета РСФСР от 29 марта 1941 года.
Автор (совместно с Е. Лицинер) книги «Овладеть наукой» (М., 1932).

## Семья
- Жена — Мария Иосифовна Цибарт (урождённая Сыч; 1903—1988).
  - Дочь — генетик Эльфрида Леокадия Адольфовна Абелева (1923—1996), старший научный сотрудник Института биологии развития им. Н. К. Кольцова (замужем за биохимиком и иммунологом, академиком РАН Г. И. Абелевым).
    - Внуки — геодезист Евгений Гарриевич Абелев (род. 1950); архитектор и литератор Александр Гарриевич Абелев (род. 1954), пишущий под литературным псевдонимом Александр Круглов.

  - Дочь — Светлана Адольфовна Пешехонова (1933—1977), юрист, народный судья.
    - Внук — Алексей Алексеевич Пешехонов (род. 1959).